# Międzynarodowa Komisja Ochrony Łaby
Międzynarodowa Komisja Ochrony Łaby (niem. Internationale Kommission zum Schutz der Elbe, cz. Mezinárodní komise pro ochranu Labe) – organizacja koordynująca gospodarkę wodną w dorzeczu Łaby.
Umowę o powołaniu MKOŁ podpisały trzy strony: Czechosłowacja, Niemcy i Europejska Wspólnota Gospodarcza. W wyniku zmian geopolitycznych członkami komisji zostały ostatecznie Czechy i Niemcy. Status obserwatora mają Austria, Polska, a także Unia Europejska, Międzynarodowa Komisja Ochrony Odry przed Zanieczyszczeniem, Międzynarodowa Komisja Ochrony Renu, Międzynarodowa Komisja Ochrony Dunaju oraz organizacje pozarządowe.
Umowę o powołaniu komisji podpisano w Magdeburgu 8 października 1990 roku, a w życie weszła 13 sierpnia 1993. Siedziba sekretariatu komisji mieści się przy ulicy Fürstenwallstraße 20 w Magdeburgu.
Podstawowe cele działania komisji to umożliwienie korzystania z wód i osadów rzecznych Łaby, zwłaszcza jako źródła wody pitnej i surowca dla rolnictwa, utrzymanie w niej najbliższego naturze ekosystemu wodnego oraz redukcja ładunku zanieczyszczeń wprowadzanych przez tę rzekę do Morza Północnego. Komisja bierze udział w przygotowywaniu planów gospodarowania wodami na obszarze dorzecza Łaby.
W ramach MKOŁ działają grupy robocze zajmujące się zagadnieniami dotyczącymi wdrażania ramowej dyrektywy wodnej, ochrony przeciwpowodziowej oraz przypadkowych zanieczyszczeń. Podlegają im grupy eksperckie z zakresu wód powierzchniowych, wód podziemnych, hydrologii oraz zarządzania danymi. Prace grup związane ze Wspólną Polityką Wdrażania (CIS) Ramowej Dyrektywy Wodnej i Dyrektywy Powodziowej nadzoruje Międzynarodowa Grupa Koordynacyjna (ICG), w skład której wchodzą przewodniczący czeskiej i niemieckiej delegacji do MKOŁ, przewodniczący MKOŁ oraz przedstawiciele Austrii i Polski. Komisja organizuje również międzynarodowy program pomiarów dla Łaby jako część programu monitoringu jakości wód, w którym biorą udział hydrobiolodzy z Czech i Niemiec.